# Nokia 6233
El teléfono Nokia 6233 creado por Nokia es el sucesor del Nokia 6230i. Es un móvil 3G/GSM/WCDMA que ejecuta la plataforma Series 40 (S40) 3rd Edition. Se dice que es el teléfono más ruidoso debido a sus dos altavoces. En comparación a sus predecesores tiene algunas restricciones con respecto a la interfaz de usuario, p.e. uno no puede ajustar el brillo o la duración de la iluminación de fondo. También hay una "Edición musical" vendida en regiones de Asia, incluye tarjeta Micro SD de 512 MiB y soporte para perfil Bluetooth A2DP.

## Características
El teléfono estándar soporta una variedad de formatos de música, incluyendo AAC, MP3 y WMA. El reproductor MP3 incorporado en el teléfono solo muestra la lista de las canciones, y en tarjetas de memoria más grandes (p.e. 2 GiB) puede ser más sencillo reproducir la música directamente desde el archivo, pero no soporta multitarea, deja la iluminación de fondo encendida y no permite bloquear el teclado.

## Nokia 6233 Music Edition
Esta versión especial de Nokia 6233 se vendió en regiones de Asia Pacífico. Soporta perfiles Bluetooth A2DP, lo que lo hace compatible con auriculares Bluetooth y proporciona una mayor calidad de audio.
Contenido del paquete
- Teléfono Nokia 6233 Music Edition
- Batería BP-6M
- Cargador de viaje AC-4
- Auriculares estéreo clásicos HS-23
- Nokia 6233 Music Stand con cable USB
- Tarjeta MicroSD de 512 MiB
- CD-ROM
- Manual de usuario

Características del Nokia Music Stand
- Conecta el Nokia 6233 al PC vía USB
- Control de volumen
- Botón de respuesta
- Radio FM
- Entrada de línea (jack estéreo de 3.5 mm)

## Nokia 6234

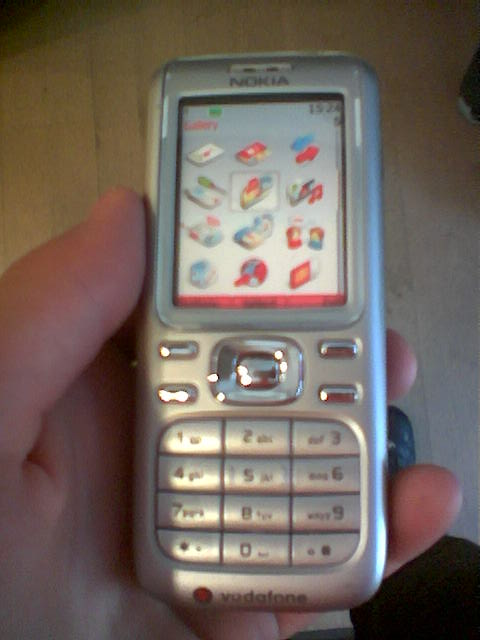
Variante de la rama Vodafone.

Similar a Nokia 6233, pero especializado para clientes de Vodafone. Sin embargo, puede desbloquearse para ser utilizado en otras redes.

## Especificaciones
| Característica         | Especificación                                 |
| ---------------------- | ---------------------------------------------- |
| Batería                | Nokia BP-6M-S                                  |
| Tiempo de conversación | GSM: Hasta 4 horas, WCDMA: Hasta 3.1 horas     |
| Tiempo de espera       | 340 horas (2 semanas)                          |
| Peso                   | 110 g                                          |
| Dimensiones            | 108 x 46 x 18 mm                               |
| Tamaño pantalla        | Diagonal 2 pulgadas, 31 x 41 mm / 3.1 x 4.1 cm |
| Resolución             | QVGA 262.144 colores TFT LCD, 240x320 píxeles  |
| Forma                  | Candybar                                       |
| Sistema Operativo      | Series 40, Third Edition                       |
| Frecuencias GSM        | GSM 900/1800/1900 MHz, WCDMA 2100 MHz          |
| GPRS                   | Sí, clase 10 32-48 kbit/s                      |
| EDGE (EGPRS)           | Sí, clase 10 236.8 kbit/s                      |
| 3G                     | Sí, 384 kbit/s.                                |
| WCDMA                  | Sí                                             |
| WLAN                   | Varía de acuerdo a la región.                  |
| Cámara                 | 2 megapixels, 8x zum digital                   |
| Grabación de voz       | Sí                                             |
| Mensajería             | SMS, MMS+SMIL, IM y Correo electrónico         |
| Videollamadas          | Sí                                             |
| PPH                    | Sí, (Push to talk - PoC)                       |
| Soporte Java           | Sí, MIDP 2.0                                   |
| Memoria interna        | 6 MB                                           |
| Tarjeta de memoria     | MicroSD hasta 2 GiB                            |
| Bluetooth              | Sí 2.0                                         |
| Infrarrojos            | Sí, Clase 1                                    |
| Cable de datos         | Sí                                             |
| Navegador              | WAP 2.0 XHTML                                  |
| Correo electrónico     | Sí                                             |
| Reproductor de música  | Sí, estéreo                                    |
| Radio                  | Sí, estéreo Visual Radio                       |
| Reproductor de vídeo   | Sí, 3GP y MP4                                  |
| Altavoces estéreo      | Sí, 2                                          |
| Tonos de llamada       | 64-tonos polifónicos, MP3/AAC                  |
| Vibración              | Sí                                             |
| Modo fuera de línea    | Sí                                             |
| Sincronización         | Nokia PC Suite y SyncML                        |